# Monimiàcies
Monimiaceae és una família de plantes amb flors que inclou 150-220 espècies d'arbusts i abrets en 18-25 gèneres. Són plantes nadiues de l'hemisferi sud en la zona tropical i subtropical. El gènere tipus és Monimia, que és endèmic de les Illes Macarenes.
El fòssil més antic d'aquesta família és del Cretaci a l'Antàrtida.
Família Monimiaceae
- Subfamília Hortonioideae
  - Gènere Hortonia (2 espècies de Sri Lanka)
- Subfamília Mollinedioideae
  - Tribu Hedycaryeae
    - Gènere Decarydendron (3 espècies, Madagascar)
    - Gènere Ephippiandra (8 espècies, Madagascar)
    - Gènere Tambourissa (aproximadament 50 espècies, Madagascar i Les Mascarenes)
    - Gènere Hedycarya (11 espècies, a Nova caledònia, també a Nova Zelanda, Austràlia a Fiji)
    - Gènere Kibaropsis (1 espècie, Nova Caledònia)
    - Gènere Levieria (9 espècies, Queensland, Nova Guinea a Sulawesi)
    - Gènere Xymalos (1-3 espècies a Àfrica

  - Tribu Mollinedieae
    - Gènere Faika
    - Gènere Kairoa
    - Gènere Kibara
    - Gènere Macropeplus
    - Gènere Matthaea
    - Gènere Mollinedia
    - Gènere Parakibara
    - Gènere Steganthera
    - Gènere Tetrasynandra
    - Gènere Wilkiea

  - Tribu Hennecartieae
    - Gènere Hennecartia